# Fopje Folkema
Fopje Folkema (getauft am 19. Oktober 1690 in Dokkum; begraben am 31. Dezember 1752 in Amsterdam) war eine niederländische Kupferstecherin und Radiererin.

## Leben und Werk

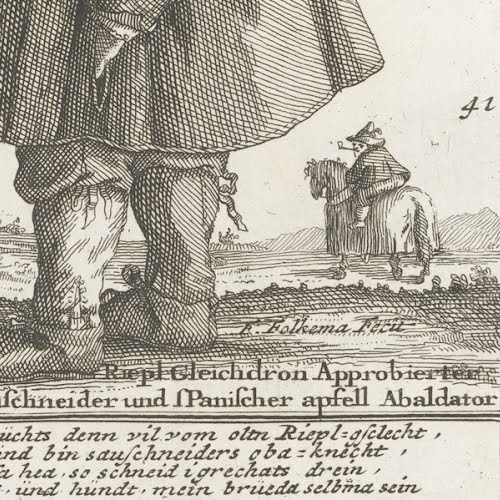
Gravur von Fopje Folkema

Fopje Folkema wurde am 19. Oktober 1690 in Dokkum getauft. Sie war die Tochter des Gold- und Silberschmieds und Graveurs Jan Jacobsz Folkema (1649–1735) und seiner zweiten Frau Brechtje Jacobs Faber († 1728) und die Schwester der Graveurin und Radiererin Anna und des Graveurs Jacob Folkema. Fopje Folkema heiratete am 2. April 1722 in Amsterdam Pieter Prishart (1691–vor 1753). Aus dieser Ehe sind keine Kinder bekannt.
Die Familie zog um 1695 von Dokkum nach Amsterdam. Alle drei Kinder arbeiteten ebenfalls als Graveure und wurden vom Vater ausgebildet. Fopje Folkema arbeitete gemeinsam mit ihren Geschwistern zwischen 1714 und 1723 in einer Werkstatt, diese befand sich am Westermarkt in Amsterdam. Über die Arbeiten von Fopje ist wenig bekannt, doch sie arbeitete 1716 zusammen mit Anna und Jacob an karikierten Figuren, für Il Callotto resuscitato oder Neu eingerichts Zwerchen Cabinet. Verschiedene Radierer und Graveure haben zu dieser Serie von fünfzig Drucken beigetragen. Eine zweite Serie ähnlicher Drucke aus der Zeit um 1720 enthält ebenfalls mehrere Drucke von Fopje. Wahrscheinlich hörte sie nach ihrer Heirat mit Pieter Prishart im Jahr 1722 mit dem Radieren und Gravieren auf.
Als sie Ende Dezember 1752 starb, war Fopje Folkema Witwe. Sie wurde am letzten Tag des Jahres auf dem Leidsekerkhof beigesetzt.